# Фанерофиты
Фанерофиты (от греч. φανερός — явный, открытый и φυτόν — растение) — одна из пяти основных типов жизненных форм растений, согласно систематике экологических условий, в которых сформировалась растительность.
Фанерофиты классифицируются тем, что их почки и концевые побеги находятся высоко над поверхностью почвы и переживают неблагоприятное время без особой защиты. Возможна дальнейшая классификация: фанерофиты подразделяются на 15 подтипов в зависимости от размера (мега-, мезо-, микро-, нанофанерофиты), типа почек (с защищенными и открытыми почками) и листопадности (вечнозелёные и листопадные) и включает в себя деревья, кустарники и лианы. Нанофанерофиты — до 2 метров, микрофанерофиты в 2-8 метра и макрофанерофиты выше 8 метров.
К фанерофитам относимы Умбеллюлярия, Хурма супротивнолистная, Гаультерия шаллон, лоховые и пр.